# Perlamantispa austroafrica
Perlamantispa austroafrica is een insect uit de familie van de Mantispidae, die tot de orde netvleugeligen (Neuroptera) behoort. 
Perlamantispa austroafrica is voor het eerst wetenschappelijk beschreven door Poivre in 1984.